# Bulgarer
Bulgarer är ett sydslaviskt folk som förknippas med Bulgarien och språket bulgariska.
Protobulgarerna var ett av tre folk som blev till de nutida bulgarerna i Bulgarien. Dessa  protobulgarer invaderade Balkanhalvön 679 och blandades med den slaviska och thrakiska befolkningen.